# 遵义专区
遵义专区是贵州省已撤销的专区。
1949年置。在今贵州省北部。辖遵义、绥阳、湄潭、凤冈、婺川、正安、道真、桐梓、鳛水、赤水、仁怀等县。专员公署驻遵义县（今遵义市城区）。1950年设遵义市，1951年撤销遵义市，1952年恢复遵义市。1955年遵义市升地级市。1956年余庆县划入。1958年遵义市降格划入；息烽县划入；撤销道真、凤冈、遵义、余庆四县。1959年鳛水县改名习水县；婺川县改名务川县。1961年恢复遵义、凤冈、余庆、道真四县。1968年开阳县划入。1965年息烽、开阳二县划归安顺专区。1970年改置遵义地区。 

## 遵义地区
遵义地区辖原遵义专区的遵义市、遵义县、桐梓县、绥阳县、正安县、道真县、务川县、凤冈县、湄潭县、余庆县、仁怀县、赤水县、习水县，共1市12县。
1986年8月21日，设立务川仡佬族苗族自治县。1986年9月9日，设立道真仡佬族苗族自治县。
1990年9月30日，撤销赤水县，设立赤水市（县级）。1995年11月30日，撤销仁怀县，设立仁怀市（县级）。
1997年6月10日，撤销遵义地区，设立地级遵义市。